# دانشگاه کاتولیک شمال
دانشگاه کاتولیک شمال (به اسپانیایی: Universidad Católica del Norte) یک دانشگاه و بنیاد پژوهشی در شیلی است که در آنتوفاگاستا واقع شده‌است.